# Neubritannien-Schwimmratte
Die Neubritannien-Schwimmratte (Hydromys neobritannicus) ist ein seltenes Nagetier in der Unterfamilie der Altweltmäuse, das auf der Insel Neubritannien vorkommt. Bis zum Jahr 2016 waren nur drei Exemplare bekannt. Die Population wurde zeitweilig als Unterart der Goldbauch-Schwimmratte (Hydromys chrysogaster) geführt. Studien von 1951 sowie 1991, das Referenzwerk Mammal Species of the World von 2005 und die IUCN erkennen sie als Art an.

## Merkmale
Bei einem untersuchten Exemplar waren die Kopf-Rumpf-Länge mit 288 mm und die Schwanzlänge mit 289 mm fast identisch. Die Länge der Hinterfüße betrug 60 mm und das Gewicht wurde nicht ermittelt. Wie bei anderen Gattungsmitgliedern kommen zwischen den Zehen der breiten Füße kleine Schwimmhäute vor. Das dichte und weiche Fell der Oberseite hat eine dunkelbraune bis schwarze Farbe mit deutlichem Glanz. Auf der Unterseite ist das Fell etwas heller mit den hellsten Stellen am Kinn, auf der Kehle sowie im hinteren Bereich des Bauches. Am Kopf sind keine deutlichen Farbunterschiede erkennbar. Er ist durch kleine Augen und dicke Vibrissen gekennzeichnet, die bis zu den Schultern reichen, wenn sie zurückgebogen werden. Die mittelgroßen Ohren sind mit feinen Haaren auf hellbrauner Haut bedeckt.
Auf der Oberseite von Händen und Füßen kommen kurze schwarze Haare vor. Der kleine Daumen trägt einen Nagel, während alle anderen Finger und Zehen mit kräftigen Krallen ausgestattet sind. Auffällig ist die Farbzeichnung des Schwanzes. Auf die vordere schwarze Hälfte folgt ein kurzer hellbrauner bis weißer Ring. Es schließt ein weiterer dunkler Abschnitt an, während die Schwanzspitze, wie bei der Goldbauch-Schwimmratte, weiß ist. Weibchen besitzen zwei Zitzen im Leistenbereich.
Für ein weiteres Exemplar der Gattung Schwimmratten von Neubritannien mit rötlichem Bauch und fehlendem Ring im Mittelteil des Schwanzes ist die taxonomische Position noch nicht geklärt.

## Verbreitung und Lebensweise
Die Art lebt im Flachland und Hügelland auf Neubritannien bis zu einer Höhe von 500 Metern über dem Meer. Laut unbestätigten Berichten ist sie auch auf der Insel Umboi heimisch. Die Neubritannien-Schwimmratte hält sich an Wasserläufen und in Feuchtgebieten auf. Der ursprüngliche Bewuchs Neubritanniens sind immergrüne tropische Regenwälder.
Über die Lebensweise der Art ist nichts bekannt.

## Bedrohung
Der Bestand wird vermutlich durch Waldrodungen beeinträchtigt, wenn Plantagen mit Ölpalmen oder kleinere Landwirtschaftsflächen etabliert werden. Laut Schätzungen nimmt die Waldgröße im Flachland so stark ab, dass im Jahr 2060 in Gebieten unter 200 Meter Höhe kein Wald mehr vorhanden ist. Weitere mögliche Bedrohungen sind Gewässerverunreinigungen durch Bergbau und eingeführte Beutegreifer. Aufgrund der unbekannten Bestandsgröße wird die Neubritannien-Schwimmratte von der IUCN mit ungenügende Datenlage (Data Deficient) gelistet.